# Direttore di rete
Nel panorama televisivo italiano, il direttore di rete si occupa di definire il palinsesto dei programmi da mandare in onda nella rete televisiva, e a volte anche l'ideazione e la realizzazione dei programmi stessi.
Non equivale alla figura del direttore responsabile di un giornale. Sul direttore di un giornale infatti ricade la responsabilità di poter solitamente rispondere per omesso controllo nei casi di diffamazione. In ambito televisivo, il direttore responsabile viene identificato per i telegiornali, mentre è diverso il caso per un canale televisivo nel suo insieme.

## In Italia
La Riforma della RAI del 1975, nel definire la governance del servizio pubblico, stabiliva che spettasse ai direttori di rete l'ideazione e la realizzazione dei programmi da mandare in onda. Stabiliva inoltre (art.13), che i vari settori produttivi dei programmi e dell'informazione, proponessero al direttore di rete i piani dei programmi da mandare in onda, e che questi a sua volta li rielaborasse in una proposta al direttore generale, con cui ne avrebbe "concordato i vari momenti di sviluppo e di attuazione". I direttori di rete erano considerati alle dirette dipendenze del direttore generale. Tuttavia tale disposizione è stata abrogata dal decreto-legge 807 del 1984, il cosiddetto decreto Berlusconi-bis.
Il direttore di rete è solitamente la persona "delegata al controllo della trasmissione", e in quanto tale, in base alla Legge Mammì (art. 30), può rispondere civilmente e penalmente nei casi di diffamazione e oscenità.